# Phoma ostiolata
Phoma ostiolata är en lavart som beskrevs av V.H. Pawar, P.N. Mathur & Thirum. 1967. Phoma ostiolata ingår i släktet Phoma, ordningen Pleosporales, klassen Dothideomycetes, divisionen sporsäcksvampar och riket svampar.  Utöver nominatformen finns också underarten brunnea.